# Escuela bolera de baile

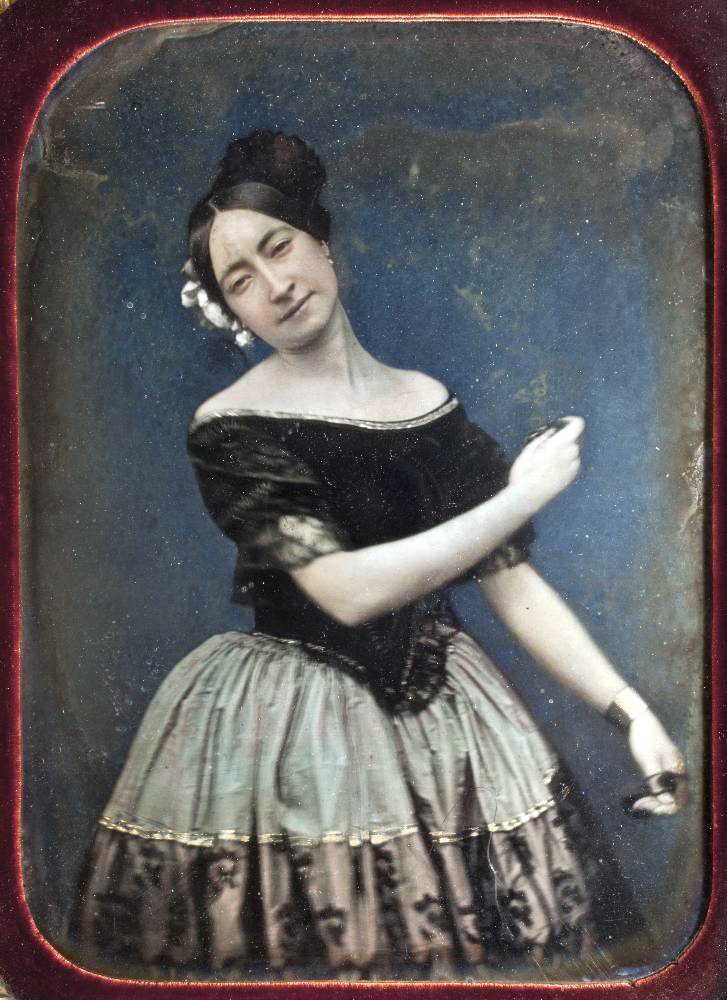
Retrato al daguerrotipo de una bailarina bolera, con castañuelas, hacia el año 1850. Podría ser la Guy (Marie Guy-Stéphan), que actuaba en el Teatro del Circo, en Madrid. Fototeca del IPCE.

La escuela bolera de baile es una expresión dancística, escénica y escenográfica muy singular, de un gran barroquismo y complejidad en su ejecución que constituye una variante de la danza española y bebe de la fuente de la danza clásica, gestándose bajo las influencias de los bailes cortesanos franceses e italianos del siglo XVII y obteniendo esplendor en el siglo XVIII, cuando se consolida, tomando como base los bailes populares españoles.
En el siglo XIX a las boleras se las conoce también como baile español o baile nacional, pues se convierte en una de las expresiones musicales y dancísticas representativas del movimiento nacionalista de la época. Si bien, paralelamente, durante este mismo siglo, la manifestación experimentará una curiosa mezcla con los denominados bailes andaluces, hasta el punto de ser estos sinónimos de la Escuela Bolera.
Dentro de su vasta y rica gama de bailes de distinta procedencia regional, durante la época contemporánea tanto el flamenco como la escuela bolera se enriquecen mutuamente, incorporando numerosos pasos y mudanzas, que proporcionan mayor vistosidad y lucimiento al espectáculo.

## Historia
Las boleras en el siglo XVIII se conocían como bailes de escuela y posteriormente, ya entrado el siglo XX, hacia 1940, como bailes de Escuela Bolera.
Históricamente la Escuela Bolera es un tipo de baile estrechamente vinculado desde su nacimiento con Andalucía, siendo el principal foco de difusión del momento. En Andalucía se abren academias o surgen autores, de ediciones relativas a los métodos de enseñanza de esta Escuela Bolera tan destacados como Juan Esquivel Navarro, Félix Moreno, Manuel y Miguel de la Barrera, Amparo Álvarez la Campanera, Faustino Segura y la renombrada saga de los Pericet, radicada en Sevilla. Estos artistas renovaron y ejercieron su influencia, manteniendo su estrecha conexión con la danza clásica, si bien conjugándola con los bailes populares reelaborados y el repertorio de bailes teatrales o de escena de extracción popular.
Se organizan funciones coreográficas que sintetizan elementos del folklore, del teatro costumbrista y de la zarzuela, conformando unos bailes modernos que reproducen un folklore de tipo costumbrista como el Polo de El Contrabandista, el Jaleo de Jerez, las Peteneras, la Sal de Andalucía, la Malagueña y el Torero, El vito y el Zapateado, las Seguiriyas gitanas, la cachucha, las Boleras de la Cachucha, los Caracoles, el Olé, los Panaderos, las Sevillanas Boleras, las Soleares de Arcas, la Rondeña y las Soleares granadinas. Las academias fueron talleres de aprendizaje y lugares de renovación del bolero y de creación de nuevos estilos.
Se considera que la escuela bolera surge después de que el baile español no quiso aceptar la punta del ballet, como tampoco al bailarín sosteniendo a la bailarina.

### Origen del baile flamenco

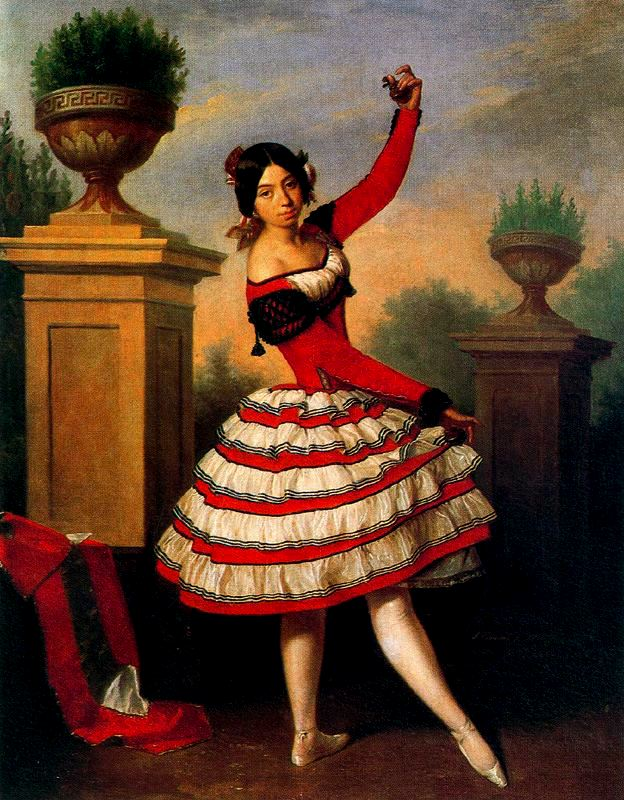
Josefa Vargas por Antonio María Esquivel, 1840

El baile flamenco es el resultado del encuentro de dos escuelas de danza: la de las bailarinas boleras y de las calés andaluzas. Un encuentro que se produce, hacia mediados del siglo XIX, sobre las tablas de las academias de baile que ofrecían funciones o ensayos públicos. Un diálogo en el que se fragua una fusión trascendental en la historia de la danza: la de los bailes boleros andaluces y los bailes gitanos.
Compartieron cartel las más acreditadas boleras de la época y las gitanillas trianeras que también eran ya profesionales de su arte. Las gitanas aprenderían el braceo, la técnica, el manejo de los palillos y, sobre todo, la elegancia de las boleras; las boleras la frescura y el temperamento de las gitanas. Y entre todas irían configurando las bases de lo que muy poco después empezó a ser conocido como baile flamenco.
Entre las boleras que aportaron brillo a esta escuela cabe citar a Amparo Álvarez la Campanera, Manuela Perea la Nena, Josefa Vargas y Pepita de la Olivalas.

## Características
Los rasgos característicos de los bailes de la Escuela Bolera son la gracia, la elegancia de sus movimientos, la riqueza y dificultad de sus pasos, así como la interpretación característica de los bailes con castañuelas. La codificación de estos bailes implica el conocimiento y dominio de un conjunto de pasos cuyas denominaciones configuran un vocabulario específico de esta escuela. La mayor parte de las grandes figuras del flamenco actual han incluido en sus bailes parte de estos pasos.
El repertorio de la escuela está formado por dos tipos de danzas con dos técnicas diferenciadas: los bailes boleros y los de palillos. En los primeros, se ejecutan saltos, vueltas y complicados trabajos de pies, trenzados y pasos de elevación de enorme dificultad. En los segundos, que se interpretan con zapatos o chapines, se bailan a ras de suelo y en ellos se suele zapatear. El repertorio de pasos procede de fuentes diversas.

## Situación actual
Aquellos bailes boleros y andaluces junto a sus escenografías que comenzaron a gestarse en los escenarios de los teatros en el siglo XVI, y en el siglo XVIII se consolidaron como tales obteniendo gran éxito, viven en la actualidad momentos difíciles por sus problemas de transmisión y reproducción en los escenarios, especialmente en algunas modalidades de bailes que están en desuso, y podrían desaparecer como ha sucedido ya con algunos de ellos. No obstante, la mayor parte de los bailes de esta escuela conserva su saber y técnica gracias a la contribución de la saga de los Pericet y a las obras de documentación recopilatoria de personajes como Pierre Lacotte y Ann Hutchinson Guest, que rescató la Cachucha y el Jaleo de Jerez, y de Flemming Ryberg que recuperó el zapateado de María Cristina.
Actualmente ocupa un lugar sobresaliente en esta labor de divulgación el testimonio de los Pericet, materializado en el Aula Pericet del Centro Andaluz de Danza y en la obra: La Escuela Bolera Sevillana: Los Pericet, de Marta Carrasco Benítez. Ángel Pericet merece el reconocimiento a su trayectoria, dedicación y magisterio, imprescindibles para el mantenimiento de un estilo singular de la danza andaluza y flamenca. Así mismo se le suma el trabajo realizado por Mariemma, tanto en la escena como en las aulas como catedrática de Danza Española y directora del Real Conservatorio Profesional de Danza en Madrid, cuyo legado se conserva en el Museo Mariemma de su villa natal, Íscar (Valladolid).

### Encuentro Internacional sobre la Escuela Bolera
El Instituto Nacional de las Artes Escénicas y de la Música del Ministerio de Cultura organiza, con la colaboración del Consorcio de Madrid Capital Europea de la Cultura 1992, el Encuentro Internacional sobre la Escuela Bolera. Esta convocatoria está integrada por un simposio, una exposición y un espectáculo que permite profundizar en una de las expresiones artísticas españolas que desde el siglo XIX ha tenido mejor acogida por los públicos de América y Europa.
- Simposio: Reúne a una amplia nómina de los más importantes investigadores, profesionales y especialistas de la danza, que analizan y debaten aspectos esenciales de la trayectoria histórica y las perspectivas actuales de la Escuela bolera.
- Exposición: Presenta obras de valor histórico y artístico de importantes museos y colecciones que permiten apreciar algunos de los aspectos más representativos de la Escuela bolera.
- Encuentro: El encuentro culmina con un espectáculo sobre la escuela bolera en el Teatro de la Zarzuela, en el que participan grandes figuras del ballet internacional junto al Ballet Nacional Español.